# Hàn Quốc Du
Hàn Quốc Du (tiếng Trung: 韓國瑜; bính âm: Hán Guóyú; sinh ngày 17 tháng 6 năm 1957) là một chính trị gia người Đài Loan. Ông là dân biểu Lập pháp viện Trung Hoa Dân Quốc từ năm 1993 đến năm 2002, kéo dài ba nhiệm kỳ và là dân biểu của Quận Đài Bắc. Sau đó, ông trở thành tổng giám đốc của Tập đoàn Tiếp thị Sản phẩm Nông nghiệp Đài Bắc. Vào năm 2017, Hàn đã tranh giành chức chủ tịch Quốc Dân Đảng, thua Ngô Đôn Nghĩa. Hàn từng làm Thị trưởng thành phố Cao Hùng và bị bãi nhiệm trong trong cuộc bỏ phiếu bãi nhiệm thị trưởng vào ngày 06 tháng 06 năm 2020 .
Ông từng là Nghị viên huyện Đài Bắc thứ 12 và là Lập pháp CẤP 3.。Năm 2001 do cạnh tranh phân khu lập ủy thất bại, nên gia đình vợ ông ở Huyện VÂn LÂm, Đấu Lục sáng lập trường phổ thông và song ngữ Victoria. Năm 2005, ông làm phó thị trưởng Trung Hòa, huyện Đài Bắc trong 1 năm 8 tháng, một lần trở lại chính trị Trong năm 2007, do tranh cãi về cuộc bầu cử sơ bộ trong đảng, nên ông bị đảng loại khỏi cuộc bầu cử sơ bộ Và ông dần mất tiếng tăm chính trị. Vào năm 2012, ông trở về Trung Quốc và là tổng giám đốc của Công ty Tiếp thị và Giao thông Nông nghiệp Đài Bắc. Năm 2017, ông từ chức tổng giám đốc.， và được bầu để đánh bại chủ tịch của Quốc dân Đảng。Ông là chủ tịch hiện tại Ủy ban Thành phố Cao Hùng thuộc Quốc dân Đảng. Năm 2018, ông thay mặt cho Quốc Dân Đảng làm ứng cử viên cho hức thị trưởng Cao Hùng và giành chiến thắng áp đảo trong cuộc bầu cử trước đối thủ thuộc Đảng Dân tiến Trần Kỳ Mại, do đó kết thúc sự thống trị 20 năm của Đảng này ở Cao Hùng.。Năm 2020, Ông Hàn bị chỉ trích vì không hoàn thành các lời hứa tranh cử và xin nghỉ nhiều tháng để tham gia tranh cử trong cuộc bầu cử tổng thống Đài Loan vào đầu năm. Ông Hàn từng tuyên bố sẵn sàng từ bỏ chức thị trưởng Cao Hùng để tham gia chiến dịch tranh cử lãnh đạo Đài Loan. Theo Ủy ban Bầu cử Cao Hùng, trong cuộc bỏ phiếu bãi nhiệm thị trưởng Cao Hùng, 939.090 người đã bỏ phiếu bãi nhiệm ông Hàn, trong khi chỉ 25.051 người phản đối.